# Menschenrechtsrat der Vereinten Nationen
Der Menschenrechtsrat der Vereinten Nationen (englisch United Nations Human Rights Council, kurz: UNHRC) löste im Rahmen der von UN-Generalsekretär Kofi Annan vorangetriebenen Reform der Vereinten Nationen im Juni 2006 die UN-Menschenrechtskommission ab. Der Rat kann, wie zuvor die Menschenrechtskommission, mit absoluter Mehrheit die Entsendung von Beobachtern zur Überwachung der Menschenrechtssituation in einem Mitgliedstaat beschließen. Ihm gehören 47 nach Regionen gewählte Mitglieder an. Der Menschenrechtsrat ist ein Unterorgan der Generalversammlung, wie sich aus der Resolution der Generalversammlung ergibt, durch die der Rat errichtet wurde. Er sollte nicht mit dem UN-Menschenrechtsausschuss verwechselt werden.
Wegen seiner Zusammensetzung und seines Abstimmungsverhaltens, das teilweise als parteilich bewertet wird, ist er umstritten.
In der zweiten Präsidentschaft von Donald Trump erklärten die USA am 4. Februar 2025 ihren Austritt aus dem Menschenrechtsrat, Israel einen Tag später. Die USA waren zuvor in Trumps erster Präsidentschaft zeitweilig aus dem UN-Menschenrechtsrat ausgetreten.
Am 7. April 2022 wurde die Mitgliedschaft Russlands auf Beschluss der Vollversammlung ausgesetzt.

## Geschichte

### Gründung

#### Beschluss
Die UN-Generalversammlung verabschiedete in ihrer 72. Plenarsitzung am 15. März 2006 die Resolution 60/251 mit 170 Zustimmungen, vier Gegenstimmen und drei Enthaltungen für die Gründung des Menschenrechtsrats. Gegen die Einführung des Rates stimmten Israel, die Marshallinseln, Palau und die Vereinigten Staaten von Amerika, weil die verhandelten Kriterien zur Aufnahme von Staaten in den Rat nicht hinreichend seien. Der Stimme enthielten sich der Iran, Venezuela und Belarus. Mit konstituierender Sitzung vom 19. Juni 2006 trat das neue UN-Gremium in Genf erstmals zusammen.

#### Kommentare zur Gründung
Die damalige UN-Hochkommissarin für Menschenrechte, Louise Arbour, stufte die Einrichtung des Menschenrechtsrats als Entscheidung von historischer Bedeutung ein, deren tatsächliche Auswirkung auf das Leben der Menschen aber noch untersucht werden müsse. Der US-Botschafter bei den Vereinten Nationen, John R. Bolton, lehnte das Projekt ab. Es gehe nach Meinung der USA nicht weit genug. Er sagte aber, dass sein Land mithelfen werde, das neue Gremium „so stark und wirksam wie möglich“ zu machen. Der kubanische UN-Botschafter Rodrigo Malmierca stellte vor der Abstimmung die Frage, ob der Menschenrechtsrat auch die Vereinigten Staaten für ihre Menschenrechtsverletzungen in Guantánamo auf Kuba, in Abu Ghuraib im Irak und in geheimen CIA-Gefangenenlagern in Europa zur Rechenschaft ziehen werde. Der ehemalige deutsche Menschenrechtsbeauftragte Günter Nooke meint, dass das Beste daraus gemacht werden musste, wenngleich auch „dieser Spatz in der Hand vielleicht schon halb tot ist, weil der prozentuale Anteil menschenrechtsfreundlicher Staaten noch weiter abgenommen hat“. Aufsehen erregte kurz vor Ende der Genfer Tagung die Forderung der kanadischen Regierung an Deutschland, den iranischen Generalstaatsanwalt Said Mortasawi bei seinem Rückflug aus Genf auf dem Flughafen Frankfurt festnehmen zu lassen, weil ihm direkte Verwicklungen in den Folter- und Mordfall der iranischstämmigen kanadischen Journalistin Zahra Kazemi vorgeworfen wird. Kazemi war im Teheraner Evin-Gefängnis bei Verhören unter anderem mit Mortasawi zu Tode gekommen. Said Mortasawi war iranischer Vertreter bei dem in Genf tagenden UN-Menschenrechtsrat. Die USA ließ sich erstmals unter Präsident Barack Obama in das Gremium wählen.

### Austritt der USA 2019 bis Februar 2021 sowie erneut ab Februar 2025
Im Juni 2018 erklärte die UN-Botschafterin der USA, Nikki Haley, man ziehe sich aus dem Rat für Menschenrechte zurück. US-Außenminister Mike Pompeo konkretisierte den Vorwurf, die schlimmsten Menschenrechtsverletzer der Welt säßen als Mitgliedsstaaten im Rat. Die USA hatten schon längere Zeit eine Reform des Rates verlangt, dem sie vorwerfen, antiisraelisch zu sein. Den auffälligen Fokus des Rates auf Israel hatten schon Human Rights Watch und Haleys demokratische Amtsvorgängerin Samantha Power bemängelt.
UN-Generalsekretär Antonio Guterres bedauerte den Austritt der USA. Der Hochkommissar für Menschenrechte, Said Raad al-Hussein, nannte die Entscheidung „enttäuschend, aber nicht wirklich überraschend“. Die EU-Außenbeauftragte Federica Mogherini ließ mitteilen, der Austritt „gefährdet die Rolle der USA als Verfechter und Unterstützer der Demokratie in der Welt“.
Nach der Wahl Joe Bidens zum Präsidenten erklärten die USA 2021 ihre Rückkehr in den Menschenrechtsrat der UN.
Am 4. Februar 2025 erklärten die USA erneut den Austritt aus dem Menschenrechtsrat der UN, ebenso Israel am Tag darauf.

### Suspendierung Russlands 2022
Am 7. April 2022 setzten die Vereinten Nationen Russlands Mitgliedschaft im Menschenrechtsrat nach Berichten über russische Menschenrechtsverletzungen im Ukraine-Krieg aus. Bei der Abstimmung auf der Elften Dringlichkeitssitzung der Generalversammlung der Vereinten Nationen in New York votierten 93 UN-Mitgliedstaaten für eine Suspendierung von Russlands Mitgliedschaft. 24 Staaten stimmten dagegen – darunter Belarus, die Volksrepublik China, Algerien, Äthiopien, Kuba, Vietnam und der Iran. 58 Staaten enthielten sich. Die Abstimmung fand symbolträchtig am Jahrestag des Beginns des Völkermords in Ruanda statt. Nach der Aussetzung der Mitgliedschaft Libyens aufgrund der Niederschlagung der Proteste gegen Muammar al-Gaddafi im März 2011 war dies das zweite Mal in der Geschichte des UN-Menschenrechtsrat, dass die Mitgliedschaft eines Staates suspendiert wurde.

## Organisation

Hauptsitz des Menschenrechtsrates in Genf

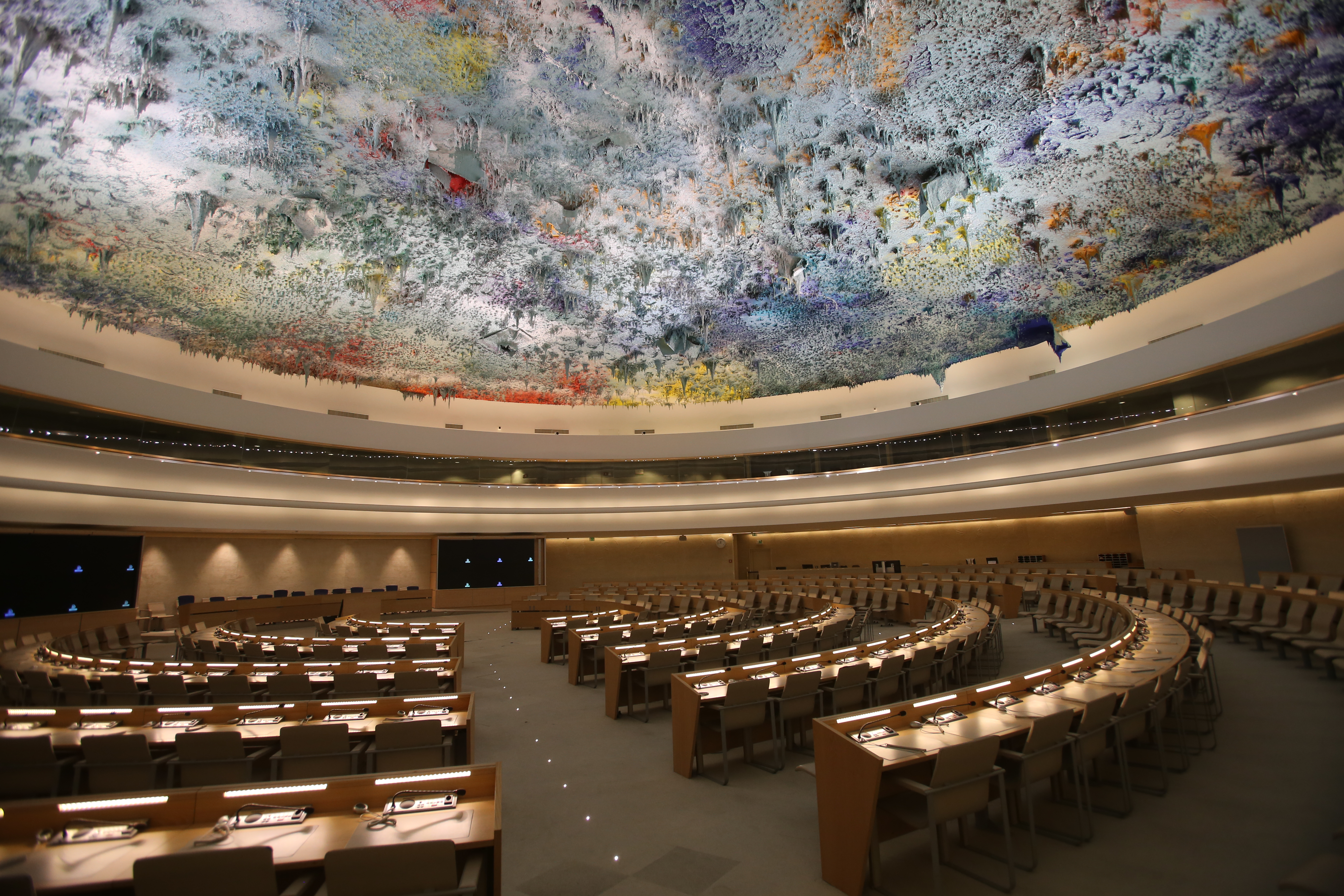
Sitzungssaal des Menschenrechtsrates mit der von Miquel Barceló gestalteten Decke

Die frühere UN-Menschenrechtskommission geriet von einigen Seiten in die Kritik, nicht effektiv für den Schutz der Menschenrechte einstehen zu können, da es der Menschenrechtsverletzungen beschuldigten Staaten möglich war, sich gegenseitig in der Kommission zu schützen.
Der neue Rat mit selbem Sitz im schweizerischen Genf ist mit 47 Mitgliedern, anders als zuvor mit 53, etwas kleiner. Die Mitglieder werden in geheimer Wahl von der UN-Generalversammlung mit absoluter Mehrheit bestimmt. Der Rat soll häufiger zusammentreten als die bisherige UN-Menschenrechtskommission, nämlich zu mindestens drei Sitzungen pro Jahr mit einer Gesamtdauer von mindestens zehn Wochen. Nach dem bisherigen Entwurf gelten schärfere Aufnahmebedingungen, und Mitglieder dieses Rates können auch ausgeschlossen werden, wenn sie eklatant gegen die Menschenrechte verstoßen. Die 47 Sitze im neuen Rat werden anhand von regionalen Gruppen verteilt. 13 Sitze gehen an Afrika, 13 an Asien, sechs Sitze gehen an Osteuropa. Acht Sitze bekommen die Staaten Lateinamerikas und der Karibik sowie sieben Sitze Westeuropa und die anderen Staaten.
Der Menschenrechtsrat ist ein Nebenorgan der Generalversammlung. Damit ist er direkt allen Mitgliedstaaten der Vereinten Nationen gegenüber rechenschaftspflichtig.
Die Mitgliedstaaten werden auf jeweils drei Jahre gewählt; für einen Staat sind höchstens zwei unmittelbar aufeinanderfolgende Amtszeiten erlaubt. Die Wahl der ersten Mitglieder erfolgte am 9. Mai 2006. Die sieben Sitze der westlichen Staaten erhielten Deutschland (154 Stimmen), Frankreich (150 Stimmen), das Vereinigte Königreich (148 Stimmen), die Schweiz, die Niederlande, Finnland und Kanada. Gewählt wurden auch in die Liste der 47 Länder China, Kuba, Russland und Saudi-Arabien. Ghana erhielt mit 183 Stimmen am meisten Stimmen aller Staaten. Die Vereinigten Staaten hatten sich nicht zur Wahl für den UN-Menschenrechtsrat gestellt.
Gegenüber der früheren Kommission, die für die Wahl des Sudan als ihren Vorsitz wegen des Darfur-Konflikts kritisiert wurde, werden den Mitgliedern die „höchsten Standards“ bei Menschenrechten abverlangt. Weiter müssen sie sich periodisch überprüfen lassen. Darüber hinaus ist vorgesehen, dass Staaten anlässlich ihrer Bewerbung für den Menschenrechtsrat freiwillige Versprechen und Zusagen abgeben.
Durch eine Zweidrittelmehrheit der Versammlung kann ein Ratsmitglied abgewählt werden. Die Kommission war eine unabhängige Einrichtung; der Rat wird eine untergeordnete Einrichtung der Versammlung. Weiter ist die Ratsmitgliedschaft auf zwei direkt aufeinander folgende Amtsperioden beschränkt. Eine erneute Kandidatur ist nach einer Pause aber möglich.
Als Unterorgan des Menschenrechtsrats fungiert ein beratender Ausschuss (engl. Human Rights Council Advisory Committee), der aus unabhängigen Experten zusammengesetzt ist.
Eine wesentliche Neuerung im Vergleich zur alten Menschenrechtskommission besteht in der „allgemeinen regelmäßigen Überprüfung“ (engl. Universal Periodic Review). Damit soll die Menschenrechtsbilanz aller Staaten regelmäßig genauer untersucht werden.
Die unter der Menschenrechtskommission geschaffenen Sonderverfahren wurden vom Menschenrechtsrat übernommen. Damit ist es weiterhin möglich, unabhängige Experten (Sonderberichterstatter) zur Überprüfung der weltweiten Menschenrechtssituation einzusetzen.

### Bisherige Besetzungen
Die folgende Tabelle zeigt, welche Staaten wann im Menschenrechtsrat vertreten waren. Dabei zeigen die ersten drei – farbig unterlegten – Zeilen an, welche Staaten aktuell im UN-Menschenrechtsrat vertreten sind:
| Amtszeit  | Afrika (13)                                         | Asien (13)                                                             | Osteuropa (6)                                           | Lateinamerika und Karibik (8)          | Westeuropa und restliche Staaten (7)              |
| --------- | --------------------------------------------------- | ---------------------------------------------------------------------- | ------------------------------------------------------- | -------------------------------------- | ------------------------------------------------- |
| 2024–2027 | Benin Demokratische Republik Kongo Äthiopien Gambia | Zypern Marshallinseln Katar Südkorea Thailand                          | Tschechien Nordmazedonien                               | Bolivien Kolumbien Mexiko              | Island Spanien Schweiz                            |
| 2023–2026 | Burundi Elfenbeinküste Ghana Malawi                 | Volksrepublik China Indonesien Japan Kuwait                            | Albanien Bulgarien                                      | Brasilien Kuba Dominikanische Republik | Frankreich Niederlande                            |
| 2022–2025 | Algerien Marokko Südafrika Sudan                    | Bangladesch Kirgisistan Malediven Vietnam                              | Georgien Rumänien                                       | Chile Costa Rica                       | Belgien Deutschland                               |
| 2021–2024 | Benin Kamerun Eritrea Gambia Somalia                | Indien Kasachstan Malaysia Katar Vereinigte Arabische Emirate          | Litauen Montenegro                                      | Argentinien Honduras Paraguay          | Finnland Luxemburg Vereinigte Staaten             |
| 2020–2023 | Elfenbeinküste Gabun Malawi Senegal                 | Volksrepublik China Nepal Pakistan Usbekistan                          | Russland (suspendiert) Tschechien (nachgerückt) Ukraine | Kuba Bolivien Mexiko                   | Frankreich Vereinigtes Königreich                 |
| 2019–2022 | Libyen Mauretanien Namibia Sudan                    | Indonesien Japan Marshallinseln Südkorea                               | Armenien Polen                                          | Brasilien Venezuela                    | Deutschland Niederlande                           |
| 2018–2021 | Burkina Faso Kamerun Eritrea Somalia Togo           | Bahrain Bangladesch Fidschi Indien Philippinen                         | Bulgarien Tschechien                                    | Argentinien Bahamas Uruguay            | Österreich Dänemark Italien                       |
| 2017–2020 | Angola Demokratische Republik Kongo Nigeria Senegal | Afghanistan Nepal Pakistan Katar                                       | Slowakei Ukraine                                        | Chile Mexiko Peru                      | Australien Spanien                                |
| 2016–2019 | Ägypten Ruanda Tunesien Südafrika                   | Irak Japan Saudi-Arabien                                               | Kroatien Ungarn                                         | Brasilien Kuba                         | Vereinigtes Königreich Vereinigte Staaten/ Island |
| 2015–2018 | Burkina Faso Elfenbeinküste Äthiopien Kenia Togo    | Südkorea Kirgisistan Mongolei Philippinen Vereinigte Arabische Emirate | Georgien Slowenien                                      | Ecuador Panama Venezuela               | Belgien Deutschland Schweiz                       |
| 2014–2017 | Botswana Republik Kongo Ghana Nigeria               | Indien Indonesien Katar                                                | Albanien Lettland                                       | Bolivien El Salvador Paraguay          | Niederlande Portugal                              |
| 2013–2016 | Algerien Marokko Namibia Südafrika                  | Volksrepublik China Malediven Saudi-Arabien Vietnam                    | Mazedonien Russland                                     | Mexiko                                 | Frankreich Vereinigtes Königreich                 |
| 2012–2015 | Äthiopien Elfenbeinküste Gabun Kenia Sierra Leone   | Japan Kasachstan Pakistan Südkorea Vereinigte Arabische Emirate        | Estland Montenegro                                      | Argentinien Brasilien Venezuela        | Deutschland Irland Vereinigte Staaten             |
| 2011–2014 | Benin Botswana Burkina Faso Republik Kongo          | Indien Indonesien Kuwait Philippinen                                   | Rumänien Tschechien                                     | Chile Costa Rica Peru                  | Italien Österreich                                |
| 2010–2013 | Angola Libyen Mauretanien Uganda                    | Katar Malaysia Malediven Thailand                                      | Moldau Polen                                            | Ecuador Guatemala                      | Schweiz Spanien                                   |
| 2009–2012 | Dschibuti Kamerun Mauritius Nigeria Senegal         | Bangladesch Volksrepublik China Jordanien Kirgisistan Saudi-Arabien    | Ungarn                                                  | Kuba Mexiko Uruguay                    | Belgien Norwegen Vereinigte Staaten               |
| 2008–2011 | Burkina Faso Gabun Ghana Sambia                     | Bahrain Japan Pakistan Südkorea                                        | Slowakei Ukraine                                        | Argentinien Brasilien Chile            | Frankreich Vereinigtes Königreich                 |
| 2007–2010 | Ägypten Angola Madagaskar Südafrika                 | Indien Indonesien Katar Philippinen                                    | Bosnien und Herzegowina Slowenien                       | Bolivien Nicaragua                     | Niederlande Italien                               |
| 2006–2009 | Dschibuti Kamerun Mauritius Nigeria Senegal         | Bangladesch Volksrepublik China Jordanien Malaysia Saudi-Arabien       | Aserbaidschan Russland                                  | Kuba Mexiko Uruguay                    | Deutschland Kanada Schweiz                        |
| 2006–2008 | Gabun Ghana Mali Sambia                             | Japan Pakistan Sri Lanka Südkorea                                      | Rumänien Ukraine                                        | Brasilien Guatemala Peru               | Frankreich Vereinigtes Königreich                 |
| 2006–2007 | Algerien Marokko Südafrika Tunesien                 | Bahrain Indien Indonesien Bangladesch                                  | Polen Tschechien                                        | Argentinien Ecuador                    | Finnland Niederlande                              |

## Präsidenten
| Nr  | Name                            | Land        | Amtszeit                |
| --- | ------------------------------- | ----------- | ----------------------- |
| 18. | Omar Zniber                     | Marokko     | 10.01.2024 – 31.12.2024 |
| 17. | Václav Bálek                    | Tschechien  | 01.01.2023 – 31.12.2023 |
| 16. | Federico Villegas               | Argentinien | 01.01.2022 – 31.12.2022 |
| 15. | Nazhat Shameem Khan             | Fidschi     | 01.01.2021 – 31.12.2021 |
| 14. | Elisabeth Tichy-Fisslberger     | Österreich  | 01.01.2020 – 31.12.2020 |
| 13. | Coly Seck                       | Senegal     | 01.01.2019 – 31.12.2019 |
| 12. | Vojislav Šuc                    | Slowenien   | 01.01.2018 – 31.12.2018 |
| 11. | Joaquín Alexander Maza Martelli | El Salvador | 01.01.2017 – 31.12.2017 |
| 10. | Kyonglim Choi                   | Südkorea    | 01.01.2016 – 31.12.2016 |
| 9.  | Joachim Rücker                  | Deutschland | 01.01.2015 – 31.12.2015 |
| 8.  | Baudelaire Ndong Ella           | Gabun       | 16.06.2014 – 31.12.2014 |
| 7.  | Remigiusz Henczel               | Polen       | 01.01.2013 – 31.12.2013 |
| 6.  | Laura Dupuy Lasserre            | Uruguay     | 19.06.2011 – 09.12.2012 |
| 5.  | Sihasak Phuangketkeow           | Thailand    | 19.06.2010 – 18.06.2011 |
| 4.  | Alex Van Meeuwen                | Belgien     | 19.06.2009 – 18.06.2010 |
| 3.  | Martin Ihoeghian Uhomoibhi      | Nigeria     | 19.06.2008 – 18.06.2009 |
| 2.  | Doru Romulus Costea             | Rumänien    | 19.06.2007 – 18.06.2008 |
| 1.  | Luis Alfonso de Alba            | Mexiko      | 19.06.2006 – 18.06.2007 |

## Aufgaben und Ziele

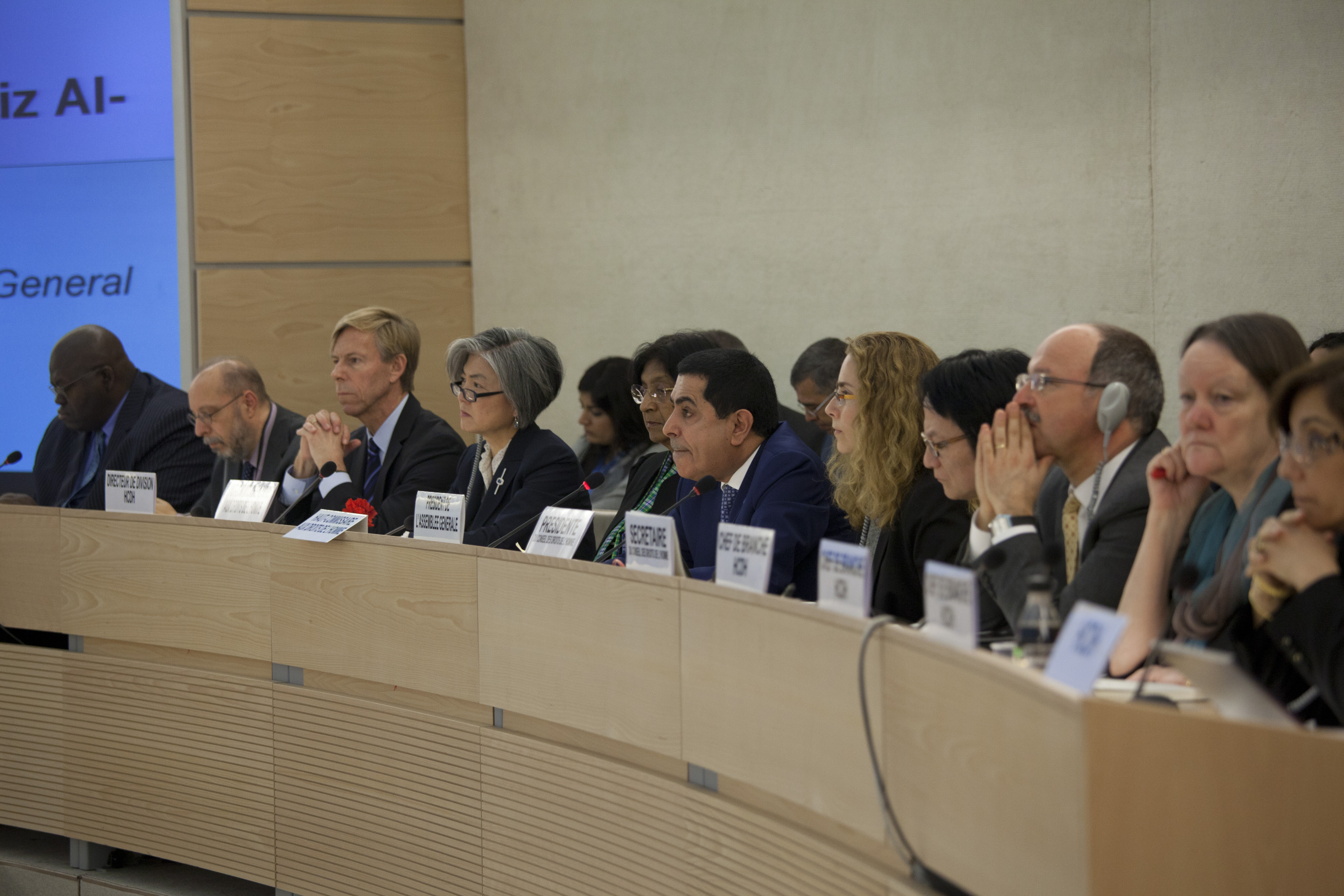
Hohe Kommissarin für Menschenrechte Navi Pillay, die damalige UNHRC-Präsidentin Laura Dupuy Lasserre und Mitglieder des OHCHR-Sekretariats bei der Eröffnung der UNHRC-Sitzung zum Bürgerkrieg in Syrien 2012

Der Menschenrechtsrat soll gemäß seiner Gründungsresolution als Hauptforum der Vereinten Nationen für den Dialog und die Zusammenarbeit auf dem Gebiet der Menschenrechte dienen. Sein Hauptaugenmerk liegt darauf, Mitgliedstaaten dabei zu unterstützen, ihre Menschenrechts-Verpflichtungen mittels Dialog, technischer Hilfe und des Aufbaus von Kapazitäten einzuhalten. Er gibt auch Empfehlungen zur Weiterentwicklung des Völkerrechts auf dem Gebiet der Menschenrechte an die Generalversammlung ab. Geleitet sein soll er von den Prinzipien Universalität, Unparteilichkeit, Objektivität und Nicht-Selektivität.
In der Resolution 60/251 hat der Menschenrechtsrat folgende Hauptaufgaben und Ziele festgelegt:
1. Schutz von Opfern von Menschenrechtsverletzungen
2. Förderung des Schutzes und Umsetzung der Menschenrechte
3. Entwicklung von neuen Konzepten und Politiken
4. Ausarbeitung neuer Menschenrechtsstandards, sowohl auf internationaler als auch nationaler Ebene
5. Verhütung und Vorbeugung von Menschenrechtsverletzungen
6. Koordination der Menschenrechtsarbeit der UNO
7. Weiterverfolgung und Umsetzung

## Institutionen
In Erfüllung des Mandats, das ihm von der Generalversammlung der Vereinten Nationen in Resolution 60/251 übertragen wurde, hat der Menschenrechtsrat mit Resolution 5/1 vom 18. Juni 2007 folgende Institutionen errichtet:
- Universelle Periodische Überprüfung:

Ziff. 5 lit. e der Resolution 60/251 gibt dem Rat eine „universelle, regelmäßige Überprüfung der Erfüllung der jedem Staat obliegenden und von ihm eingegangenen Verpflichtungen auf dem Gebiet der Menschenrechte“ auf. Diese Aufgabe wurde mit Beschluss des Rats 6/102 vom 27. September 2007 durch Allgemeine Leitlinien für die Erstellung von Informationen im Rahmen der allgemeinen regelmäßigen Überprüfung konkretisiert. Dem Verfahren müssen sich seit 2007 alle Mitgliedstaaten regelmäßig alle viereinhalb Jahre unterziehen. Der erste Zyklus fand von 2008 bis 2011 statt, der zweite von 2012 bis 2016, der dritte Zyklus begann 2017 und ist bis 2022 geplant. Das Verfahren soll sicherstellen, dass regelmäßig überprüft wird, ob ein Staat seine menschenrechtlichen Verpflichtungen erfüllt, insbesondere aus der Charta der Vereinten Nationen, der Allgemeinen Erklärung der Menschenrechte, den vom jeweiligen Staat ratifizierten Menschenrechtsabkommen sowie gegebenenfalls dem Humanitären Völkerrecht, das in bewaffneten Konflikten gilt. Dabei geht es nicht nur um Kontrolle, sondern auch um die Bereitstellung von Hilfe bei Problemen in der Umsetzung. In solchen Fällen können das Hochkommissariat für Menschenrechte und andere UNO-Agenturen ihre Unterstützung anbieten.
Das Verfahren ist die wichtigste Innovation des Menschenrechtsrats. Es dient allerdings nicht einem Ersatz der bestehenden, von Expertengremien geführten Staatenberichtsverfahren im Zusammenhang mit den diversen Menschenrechtsverträgen, sondern stellt ein System der Überprüfung von Staaten durch Staaten dar.  Der Vorgang basiert auf internationaler Zusammenarbeit und gemeinsamem Dialog.
- Sonderverfahren:

Die von der Menschenrechtskommission entwickelten Sonderverfahren oder „Special Procedures“ befassen sich anlassbezogen mit der Menschenrechtssituation in einem bestimmten Staat oder mit einem bestimmten, international virulenten Menschenrechtsthema.  Die Mandate sind somit entweder länderspezifisch oder thematisch. Die Mandatsträger können Einzelpersonen (Sonderberichterstatter) oder Arbeitsgruppen sein und müssen über das notwendige Fachwissen verfügen. Sie dürfen keine Eigeninteressen verfolgen. Alle Mandatsträger müssen den Menschenrechtsrat jährlich über ihre Arbeit informieren. Bei Anfrage der Generalversammlung müssen sie dieser ihre Untersuchungsergebnisse vorlegen.
- Beratender Ausschuss:

Der Beratende Ausschuss ist ein Diskussions- und Fachgremium und wurde durch den Rat als dessen Unterorgan ins Leben gerufen. Ihm gehören 18 vom Rat gewählte Sachverständige an. Der Ausschuss hat die Aufgabe, den Menschenrechtsrat durch Bereitstellung von Expertenwissen und wissenschaftlichen Studien zu unterstützen und damit die Funktion eines Think Tanks. Er ersetzt die ehemalige einflussreiche „Unterkommission für die Förderung und den Schutz der Menschenrechte“.
- Beschwerdeverfahren:

Das Beschwerdeverfahren geht zurück auf die VN-Resolution 1503 (XLVIII) vom 27. Mai 1970, mit der ein Verfahren für die Behandlung von Mitteilungen über Verletzungen von Menschenrechten und Grundfreiheiten geschaffen wurde (sog. „1503-Beschwerdeverfahren“), geändert durch Resolution 2000/3 vom 19. Juni 2000. Im Rahmen des Beschwerdeverfahrens ist unter bestimmten Voraussetzungen eine Mitteilung über eine Verletzung von Menschenrechten und Grundfreiheiten zulässig. Sie kann von einer Person oder einer Personengruppe (Nichtregierungsorganisationen) eingereicht werden, die behauptet, Opfer von Verletzungen der Menschenrechte und Grundfreiheiten zu sein. Zwei gesonderte Arbeitsgruppen des Rats, die aus Mitgliedern des Beratenden Ausschusses bestehen, prüfen die Mitteilung. Das Beschwerdeverfahren soll unter anderem opferorientiert und so vertraulich wie zeitnah durchgeführt werden. Gegebenenfalls wird dem Amt des Hohen Kommissars für Menschenrechte empfohlen, dem betroffenen Staat technische Zusammenarbeit, Hilfe zum Kapazitätsaufbau oder Beratende Dienste zur Verfügung zu stellen. Weitergehende Sanktionen sind nicht vorgesehen. Von den rund 20 000 Beschwerden pro Jahr wird nur eine sehr geringe Zahl auch zugelassen.

## Kritik
- Auch nach der Reform des Rates gelangten Menschenrechte verletzende Staaten in den Besitz einer Stimme im Menschenrechtsrat, da sich jedes UN-Mitgliedsland ohne Auswahlkriterien für den Rat bewerben kann und die Mitglieder durch eine einfache Mehrheit der UN-Vollversammlung gewählt werden, in welcher Demokratien mit Gewaltentrennung in einer Minderheit sind. Dies steht im Gegensatz zum Anspruch des Rates, ihre Mitglieder müssten höchsten Menschenrechtsstandards entsprechen. Die im Westen geltenden Werte – von der Pressefreiheit bis zum Recht auf körperliche Unversehrtheit – werden Berichten westlicher Ratsmitglieder zufolge offensiv in Frage gestellt.[44] So sprach auch der ehemalige UN-Sonderberichterstatter über Folter Manfred Nowak im Jahr 2010 beispielsweise davon, dass im Menschenrechtsrat jene „Staaten, die die Menschenrechte am meisten verletzen, […] die Mehrheit“ hätten.[45][46]

- Von Kritikern wird des Weiteren darauf hingewiesen, dass viele Entscheidungen des Rates politisch motiviert seien und nicht aus der Perspektive der Menschenrechte heraus getroffen würden. So würden die menschenrechtsverletzenden Staaten sich und ihre Verbündeten gegenseitig schützen.[47] Besonders die stimmstarke Organisation islamischer Staaten schmettert regelmäßig Vorwürfe bezüglich Menschenrechtsverletzungen etwa in Usbekistan, dem Iran oder durch die Hamas im Gazastreifen ab.[44] Auch im Darfur-Konflikt wurde auf Betreiben der afrikanischen und asiatischen Staaten, die im Menschenrechtsrat eine Mehrheit bilden, eine scharfe Verurteilung der schweren Menschenrechtsverletzungen mehrfach abgelehnt.[48][49]

- Als der britische Menschenrechtsaktivist David Littman am 16. Juni 2008 vor dem UNHRC gerade ein kritisches Referat über die Menschenrechtslage und Gewalt gegen Frauen in islamischen Ländern (Genitalverstümmelungen, Steinigungen und Zwangsverheiratungen) hielt, wurde er auf Druck von pakistanischen und ägyptischen Delegierten unterbrochen. Der rumänische Ratspräsident beendete die Diskussion anschließend und forderte Littmann dazu auf, von jeglicher „Beurteilung oder Bewertung einer bestimmten Religion“ Abstand zu nehmen.[50][51][52][53]
- In Sri Lanka wurde nach dem Ende des Bürgerkriegs gegen die Tamil Tigers 2009 verhindert, dass das Vorgehen der Armee bezüglich Menschenrechtsverletzungen untersucht wird. Beiden Seiten werden schwere Missachtung der Menschenrechte (Nutzung von Zivilpersonen als menschliche Schutzschilde, militärischer Angriff auf Spitäler, willkürliche Abführungen von des Terrorismus Verdächtigten) vorgeworfen. Eine von Sri Lanka selbst eingebrachte Resolution, die den Zugang zu den Kampfgebieten für Hilfsorganisationen erst dann erlauben soll, „wenn es angebracht sei“ (womit eine Untersuchung unterbunden wird), wurde (u. a. von Kuba, China, Ägypten) gegen die Stimmen unter anderem von Deutschland (und elf weiteren Staaten) angenommen.[54]

- Delegierte jener Staaten, die der Organisation der Islamischen Konferenz (OIC) angehören und die ein Drittel der Sitze im Rat innehaben, verhindern nach Ansicht der Kritiker regelmäßig Diskussionen über Menschenrechtsverletzungen in ihren Staaten. Sie berufen sich dabei darauf, dass das Rechtssystem der Scharia Bestandteil ihrer Religion ist und somit jeder Kritik enthoben sei.[55] Zudem versuchen diese Staaten Religionskritik als Rassismus abzustempeln, welcher in westlichen Industriestaaten strafbar ist. Am 26. März 2009 verabschiedete der Menschenrechtsrat eine Resolution zur Unterbindung jeglicher Religionskritik, wobei nur der Islam namentlich genannt wird. Mit 23 zu 11 Stimmen verabschiedete das Gremium eine Erklärung, die die UN-Mitgliedstaaten auffordert, ihre nationale Gesetzgebung im Sinne des Schutzes vor Diffamierung bzw. Beleidigung (defamation of religion) einer Religion zu modifizieren.[56] Über 200 Bürger- und Menschenrechtsorganisationen aus 46 Staaten, darunter auch muslimische, lehnten die völkerrechtlich nicht bindende Resolution in einer gemeinsamen Erklärung ab. Der Sprecher einer der Organisatoren der Erklärung bezeichnete die Resolution als „unnötig und gefährlich“.[57]

- Demgegenüber beschäftigte sich der Rat allein im Jahr 2007 auf Betreiben der islamischen Mitglieder 120 Mal mit dem Nahostkonflikt und verabschiedete zahlreiche Resolutionen gegen Israel, während der Antrag westlicher Staaten auf die Einbeziehung und Verurteilung möglicher palästinensischer Menschenrechtsverletzungen jeweils abgelehnt wurde.[58] Die Nichtregierungsorganisation UN Watch trug im Juni 2015 die Adressaten aller länderspezifischen Verurteilungen des Menschenrechtsrates zusammen und kritisierte abermals den Fokus auf Israel bei völliger Abstinenz derartiger Resolutionen gegen UN-Mitgliedstaaten wie die Volksrepublik China, Afghanistan, den Irak, die USA oder Russland.[43] Die USA hatten im Juni 2008 angekündigt, ihren Beobachterstatus nur noch in besonders dringenden Fällen wahrzunehmen. Die damalige Außenministerin Condoleezza Rice sagte dazu, es bringe wenig, sich an einem Gremium zu beteiligen, welches nur Israel angreife.[55] Unter der Regierung von Präsident Obama ließen sich die Vereinigten Staaten als Kandidat für die Wahlen am 12. Mai 2009 aufstellen und sind in den Rat gewählt worden.[59] Im Juni 2018 erklärten die USA ihren Austritt aus dem Rat, weil zu viele „Despoten“ Mitglieder wären.[60] Die amerikanische UN-Botschafterin Haley beschuldigte den Rat ein weiteres Mal, eine israelfeindliche Haltung zu vertreten.[61]

- Bei einer Abstimmung der Generalversammlung am 13. Mai 2010 wurden mit Angola, Ecuador, Guatemala, Katar, Libyen, Malaysia, den Malediven, Mauretanien, Moldawien, Polen, Spanien, der Schweiz, Thailand und Uganda 14 weitere Staaten für eine dreijährige Amtszeit in den Menschenrechtsrat gewählt.[62] Insbesondere die Wahl Libyens als eine der „langlebigsten und brutalsten Tyranneien“ stieß bei Menschenrechtsgruppen auf heftigen Protest.[63] Am 1. März 2011 entschied die UN-Generalversammlung durch Konsens den Ausschluss von Libyen aus dem UN-Menschenrechtsrat.[64]

- Im Vorfeld der UN-Vollversammlung 2016 hatten 80 Menschenrechts- und Hilfsorganisationen dazu aufgerufen, die Wiederwahl Russlands aufgrund dessen Rolle im Syrischen Bürgerkrieg zu verhindern.[65] Überraschend scheiterte Russland bei der Wahl tatsächlich gegen Ungarn und Kroatien, wogegen Saudi-Arabien trotz schwerer Menschenrechtsverletzungen und des Krieges im Jemen wiedergewählt wurde.[66]

- Kritik bei Menschenrechtsgruppen rief 2018 die Wahl des senegalesischen UN-Botschafters Coly Seck zum Vorsitzenden des Menschenrechtsrates ab 2019 hervor. Es wurde auf die problematische Menschenrechtssituation im Senegal (unfaire Gerichtsverfahren, Einschränkung der Versammlungsfreiheit, des Rechts auf freie Meinungsäußerung, der Rechte von sexuellen Minderheiten, menschenunwürdige Haftbedingungen, fehlenden Schutz vor sexuellem Missbrauch für Kinder)[67][68] und die Beteiligung Senegals am Jemenkrieg an der Seite Saudi-Arabiens mit seinen verheerenden Auswirkungen auf die Zivilbevölkerung hingewiesen.

### UN-Dokumente
- GA Resolution 60/251 (PDF; 879 kB), Resolution der UN-Generalversammlung zur Errichtung des Menschenrechtsrates vom 15. März 2006 (deutsch)
- GA Resolution 60/251 (Memento vom 7. August 2007 im Internet Archive) (englische Originalversion)
- HRC Resolution 5/1, Institution-building, vom 18. Juni 2007.
- Veröffentlichte Dokumente des UNHRC